# Rezerwat przyrody Choczewskie Cisy
Rezerwat przyrody Choczewskie Cisy – florystyczny rezerwat przyrody na obszarze Pobrzeża Kaszubskiego. Został utworzony w 1962 roku na mocy zarządzenia Ministra Leśnictwa i Przemysłu Drzewnego z dnia 12 grudnia 1961 roku. Powierzchnia rezerwatu wynosi 9,43 ha (akt powołujący podawał 9,19 ha). Obszar rezerwatu podlega ochronie czynnej.
Ochronie rezerwatu podlegają głównie występujące tu cisy. Prawdopodobnie populacja cisa w rezerwacie wzięła swój początek z nasion przeniesionych z pobliskiego parku leśnego w Sasinie, który powstał w roku 1868 w ramach zespołu dworsko-parkowego. Większość populacji cisa to kilkuletnie siewki, kilka najstarszych drzew (około 145-letnich) ma 140–150 cm w obwodzie oraz 10–13 m wysokości. Oprócz cisa drzewostan tworzą: buk, dąb, brzoza, sosna i grab. Znajdują się tu również stanowiska chronionych i rzadkich roślin naczyniowych, m.in. storczyka plamistego, wrzośca bagiennego, woskownicy europejskiej, widłaka wrońca, manny gajowej oraz tojeści gajowej.
Ze względu na podatność runa leśnego i siewek cisa na zdeptanie wstęp na teren rezerwatu jest zabroniony, można go jednak obejrzeć z pobocza przebiegającej wzdłuż jego granic szosy.
Najbliższe miejscowości to Osetnik i Sasino.